# يوكو ماتسوكا ماكلاين
يوكو ماتسوكا ماكلاين (باليابانية: 松岡陽子マックレイン) هي مترجمة يابانية، ولدت في 1924 في طوكيو في اليابان، وتوفيت في 2 نوفمبر 2011 في أوريغون في الولايات المتحدة.